# Spook Country
Spook Country este un roman științifico-fantastic, thriller politic, satiră neagră din 2 august 2007 de William Gibson. Acțiunea romanului are loc în America de Nord contemporană, după evenimentele din romanul Pattern Recognition (2003) și este continuată în romanul Zero History (2010) în care apar majoritatea personajelor principale. Povestea prezintă trei personaje ale căror vieți se intersectează: Hollis Henry, un muzician aflat în turneu; Tito, un tânăr cubano-chinez și Milgrim.